# Grote Groene Muur (China)
Het Grote Groene Muur-programma (vereenvoudigd Chinees: 三 北 防护林; traditioneel Chinees: 三 北 防護林; pinyin: Sānběi Fánghùlín) is een reeks van door mensen geplante windbrekende bomen in China, ontworpen om de uitbreiding van de Gobi-woestijn tegen te houden. Het planten van deze natuurlijke barrière zal volgens verwachting rond het jaar 2050 voltooid zijn, waarbij het een beschermende strook van rond de 4500 kilometer moet vormen tegen de oprukkende woestijnvorming. 
Het project wordt uitgevoerd in alle drie de noordelijke regio's: het noorden, het noordoosten en het noordwesten.

## Effecten van de Gobi-woestijn

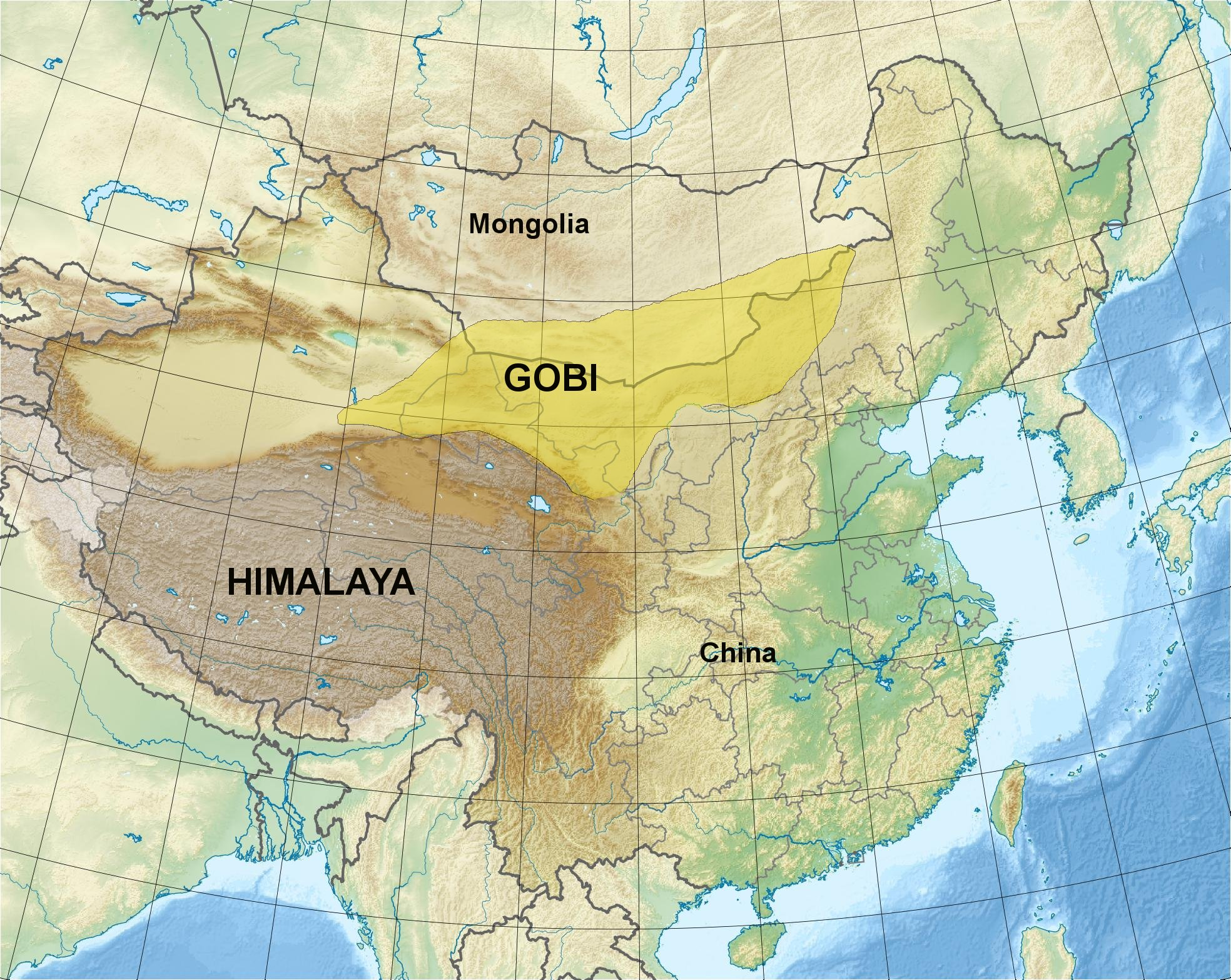
Kaart van China en de Gobi woestijn

China verliest jaarlijks 3.600 km2 aan grasland door de expansie van de Gobi-woestijn. Elk jaar blazen zandstormen 2.000 km2 aan vruchtbare grond weg en de stormen nemen elk jaar in ernst toe. Deze stormen hebben ook ernstige landbouweffecten voor andere nabijgelegen landen zoals Japan, Noord-Korea en Zuid-Korea. Het Grote Groene Muur-project begon in 1978 met het doel om de bosbedekking in het noorden van China te vergroten van 5 tot 15 procent en daarmee de woestijnvorming te verminderen.

## Methodiek en voortgang
De vierde en meest recente fase van het project, gestart in 2003, bestaat uit twee delen: het zaaien van begroeiing per vliegtuig om brede stukken land te bedekken, daar waar de grond minder droog is en het aanbieden van geldprikkels aan boeren om bomen en struiken te planten in gebieden die dor zijn. 
De "muur" is in een schaakbord-patroon geplant om de zandduinen te stabiliseren. Een grindplateau ligt naast de vegetatie om zand tegen te houden en de aanmaak van een bodemkorst te stimuleren. De bomen vormen een windscherm tegen stofstormen.
In 2009 besloeg het aangeplante bos van China meer dan 500.000 km2 (het bosareaal steeg hiermee van 12% tot 18%) - het grootste kunstmatige bos ter wereld. In 2008 vernietigden winterstormen 10% van het nieuwe bosbestand, wat de Wereldbank ertoe bracht China te adviseren om zich bij de soortenbestanden meer op kwaliteit dan op kwantiteit te richten.

## Kritiek
De grootschalige aanplant maskeert echter een netto-achteruitgang van het bosbestand in het land, voornamelijk door onoordeelkundige houtkap, veroorzaakt door de grote behoefte aan hout. Een andere kritiek is dat de aanplant zich beperkt tot enkele soorten, wat de biodiversiteit nauwelijks vooruithelpt.